# Grand Kinigat
Le Grand Kinigat, en allemand Große Kinigat, en italien Monte Cavallino, est une montagne située à la frontière entre l'Autriche et l'Italie, dans les Alpes carniques. Elle culmine à 2 689 mètres d'altitude et a été gravie pour la première fois en 1898 par A. Victorin et P. Egger.
Sur ses flancs a été placée en 1979 par les maires des communes autrichiennes et italiennes de Kartitsch et de Comelico Superiore une plaque commémorative intitulée Nie wieder Krieg en référence à la Première Guerre mondiale.

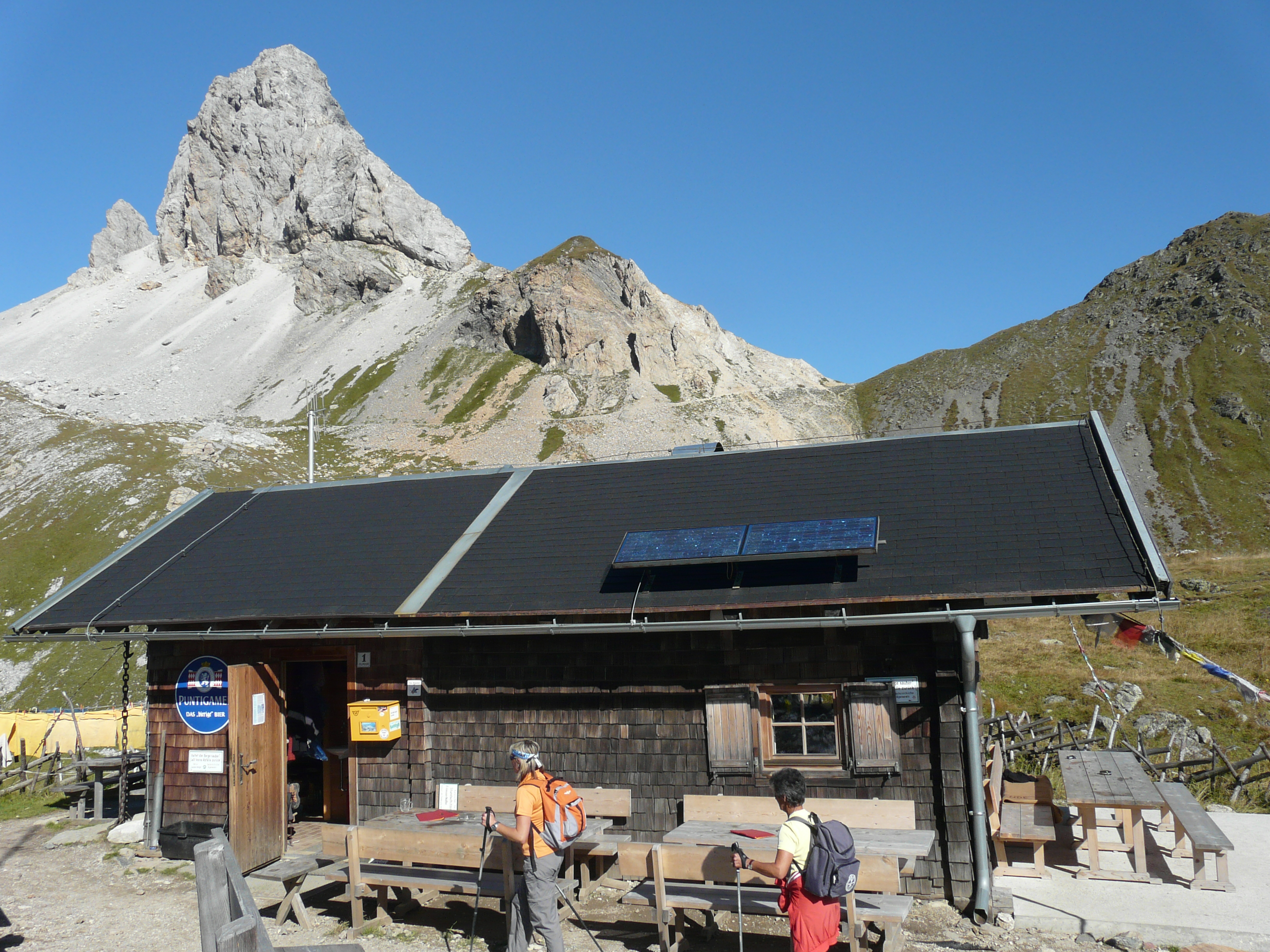
Vue du Filmoor-Standschützenhütte, un refuge de montagne, dominé par le sommet.